# Crisis generalizadas
Las crisis generalizadas, también conocidas como convulsiones generalizadas, epilepsia generalizada, epilepsia primaria generalizada o epilepsia idiopática (antiguamente denominadas gran mal)  es una forma de epilepsia caracterizada por convulsiones generalizadas sin causa aparente. Las crisis generalizadas, a diferencia de las crisis parciales son un tipo de convulsión que afecta el estado de conciencia y distorsiona la actividad eléctrica de todo o gran parte del cerebro (lo que se puede apreciar en el EEG).
Las crisis generalizadas se consideran primarias porque la epilepsia es la condición diagnosticada en un principio por sí misma, a diferencia de la epilepsia secundaria, que ocurre como un síntoma de una condición conocida con diagnóstico primario.

## Características clínicas
Las crisis generalizadas pueden ser crisis de ausencia, crisis mioclónicas, crisis clónicas, crisis tónicas, crisis convulsivas tónico-clónicas (antes denominadas grand mal), o crisis de atonía.
Las crisis generalizadas ocurren dentro de varios síndromes convulsivos, incluidos la epilepsia mioclónica, las convulsiones neonatales familiares, la epilepsia de ausencias de la infancia, la epilepsia de ausencias, los espasmos infantiles (síndrome de West), la epilepsia mioclónica juvenil y el síndrome de Lennox-Gastaut.

## Pronóstico
La mayoría de las crisis generalizadas tienen su inicio en la infancia. Mientras que algunos pacientes dejan de sufrir las crisis durante la adolescencia y no vuelven a requerir medicación, en otros la condición permanece de por vida, requiriendo medicación permanente y monitoreo durante toda la vida.

## Tratamiento
La FDA solo ha aprobado seis medicamentos anti-epilepticos para el tratamiento de casos de epilepsia generalizada:
- Felbamato
- Levetiracetam
- Zonisamida
- Topiramato
- Valproato
- Lamotrigina

Todas las drogas anti-epilépticas (incluyendo las arriba listadas) se pueden utilizar en casos de crisis parciales.